# Lycochoriolaus similis
Lycochoriolaus similis là một loài bọ cánh cứng trong họ Cerambycidae.